# Asclepias bicuspis
Asclepias bicuspis är en oleanderväxtart som beskrevs av Nicholas Edward Brown. Asclepias bicuspis ingår i släktet sidenörter, och familjen oleanderväxter. Inga underarter finns listade i Catalogue of Life.